# Capitolo Volentes
La disposizione conosciuta come Capitolo Volentes è un insieme di norme giuridiche contenute nel capitolo XXVIIII del secondo libro delle "Constitutiones regales" emanate da Federico III d'Aragona. Diversamente da quanto stabilito dal bisnonno Federico II venne introdotto il principio per cui i feudi nel Regno di Sicilia potessero essere permutati, donati o ereditati senza il preventivo consenso regio, con l'unica condizione che l'acquirente fosse almeno dello stesso grado sociale dell'alienante. La nuova norma favorisce l'emergere graduale di una nobiltà nuova costituita da borghesi arricchiti in grado di comprare feudi per poi assumere i titoli ad essi associati. Tale disposizione sarebbe inoltre divenuta il fondamento giuridico della resistenza feudale a ogni tentativo di assimilazione nella logica della formazione statale.